# Boaz Yakin
Boaz Yakin (Nova Iorque, 20 de junho 1966) é um roteirista, diretor e produtor norte-americano.